# Hypseleotris
Hypseleotris is een geslacht van straalvinnige vissen uit de familie van slaapgrondels (Eleotridae). Het geslacht is voor het eerst wetenschappelijk beschreven in 1864 door Gill.

## Soorten
- Hypseleotris aurea (Shipway, 1950)
- Hypseleotris barrawayi Larson, 2007
- Hypseleotris compressa (Krefft, 1864)
- Hypseleotris compressocephalus (Chen, 1985)
- Hypseleotris cyprinoides (Valenciennes, 1837)
- Hypseleotris ejuncida Hoese & Allen, 1982
- Hypseleotris everetti (Boulenger, 1895)
- Hypseleotris galii (Ogilby, 1898)
- Hypseleotris guentheri (Bleeker, 1875)
- Hypseleotris hotayensis (Mai, 1978)
- Hypseleotris kimberleyensis Hoese & Allen, 1982
- Hypseleotris klunzingeri (Ogilby, 1898)
- Hypseleotris leuciscus (Bleeker, 1853)
- Hypseleotris pangel Herre, 1927
- Hypseleotris regalis Hoese & Allen, 1982
- Hypseleotris tohizonae (Steindachner, 1880)